# Aguila (Schiff, 1909)
Die Aguila (I) war ein 1909 in Dienst gestelltes Passagierschiff der britischen Reederei Yeoward Line, das Passagiere und Fracht zwischen Großbritannien, Portugal und Spanien beförderte. Am 27. März 1915, etwa einen Monat nach Erklärung des uneingeschränkten U-Boot-Kriegs, wurde die Aguila vor der Küste von Wales von einem deutschen U-Boot versenkt. Acht Menschen kamen ums Leben.

## Das Schiff
Das 2.114 BRT große Passagier- und Frachtschiff Aguila wurde auf der Werft Caledon Shipbuilding & Engineering Company im schottischen Dundee gebaut und lief am 6. Mai 1909 vom Stapel. Zwei Monate später war das Schiff fertiggestellt. Sie war das erste Schiff der Yeoward Line, das diesen Namen trug. Die zweite Aguila wurde nach dem Verlust der ersten im Jahr 1917 in Dienst gestellt.
Die erste Aguila war 83,94 Meter lang und 11,85 Meter breit. Sie konnte 82 Passagiere in der Ersten Klasse befördern. Das Schiff war mit einer Dreifachexpansions-Dampfmaschine der ebenfalls in Dundee ansässigen Lilybank Foundry ausgestattet, die einen einzelnen Propeller antrieb und 278 nominale Pferdestärken (NHP) leisten sowie eine Geschwindigkeit von 14 Knoten ermöglichen konnte. Die Probefahrten fanden vor Auchmithie an der schottischen Küste statt. Die Jungfernfahrt führte die Aguila von Dundee zu den Fjorden Norwegens.
Das Schiff wurde für die 1894 gegründete, in Liverpool sitzende Reederei Yeoward Line gebaut, welche ursprünglich nur Obst importierte, seit 1900 aber einen regelmäßigen Passagier- und Frachtverkehr von Liverpool nach Spanien, Portugal und den Kanarischen Inseln unterhielt. Die Namen der Schiffe der Yeoward Line begannen alle mit einem A. Der Schornstein war schwarz und zeigte einen rotumrandeten gelben Streifen mit dem Buchstaben Y.

## Untergang
Am Sonnabend, dem 27. März 1915 befand sich die Aguila mit 43 Besatzungsmitgliedern und drei Passagieren unter dem Kommando von Kapitän Thomas Ross Bannerman auf einer Überfahrt von Liverpool nach Lissabon, Madeira und zu den Kanarischen Inseln.
Gegen 18 Uhr nachmittags wurde der Dampfer nahe dem Leuchtturm Smalls Lighthouse an der Küste der walisischen Grafschaft Pembrokeshire von dem deutschen U-Boot U 28 gesichtet. Das U-Boot befand sich unter dem Kommando von Kapitänleutnant Georg-Günther von Forstner. Die Aguila nahm rasch volle Fahrt auf, wurde aber mit ihren maximal 14 Knoten von dem an der Oberfläche bis zu 16 Knoten schnellen U-Boot eingeholt. Nach einem Warnschuss vor den Bug stoppte das Passagierschiff. Es wurden umgehend die Rettungsboote zu Wasser gelassen, von denen eines kenterte. Mehrere Menschen ertranken dadurch, darunter die Passagierin Dorothy Smith und die Stewardess Martha Jenkins. Das U-Boot stellte den Dampfer zudem unter Beschuss, was weitere Opfer forderte, darunter den Obermaschinisten William Edwards und andere Besatzungsmitglieder.
Insgesamt wurden 20 Salven auf die Aguila abgegeben, bevor U 28 einen Torpedo in die Seite des Schiffs abfeuerte. Die Aguila brach in zwei Teile und sank etwa 47 Seemeilen südwestlich des Smalls Lighthouse. Insgesamt acht Menschen kamen durch den Angriff ums Leben; sechs Besatzungsmitglieder und zwei Passagiere. Die Überlebenden, darunter Kapitän Bannerman, wurden von dem Dampfer St. Stephen und dem Trawler Ottilie in Fishguard bzw. Milford Haven an Land gebracht.
Die Versenkung der Aguila ereignete sich nur wenige Wochen nach Erklärung des „uneingeschränkten U-Boot-Kriegs“ vom 22. Februar 1915. Am folgenden Tag versenkte U 28 in der gleichen Gegend den ebenfalls britischen Passagierdampfer Falaba. In diesem Fall gab es wesentlich mehr Todesopfer (104), darunter den ersten US-Amerikaner, der im Ersten Weltkrieg durch Feindeinwirkung starb. Dies führte zu Spannungen zwischen den USA und dem Kaiserreich. Die Schiffsführung der Falaba war von der Versenkung der Aguila am Vortag nicht informiert worden.